# A Part of You
A Part of You è un singolo del musicista francese Cerrone, pubblicato il 19 aprile 2023. Il brano vede la partecipazione della cantante vietnamita Kim Anh.

## Video musicale
Il videoclip del brano è stato pubblicato in concomitanza del lancio del singolo sul canale YouTube di Cerrone. L'intero video musicale è stato realizzato tramite l'uso di intelligenza artificiale.

## Tracce
1. A Part of You (Edit) – 3:26 (Cerrone)
2. A Part of You (Club Mix) – 6:21 (Cerrone)
3. A Part of You – 4:25 (Cerrone)
4. A Part of You (Club Mix Instrumental) – 6:21 (Cerrone)